# Liste der Monuments historiques in Bellebat
Die Liste der Monuments historiques in Bellebat führt die Monuments historiques in der französischen Gemeinde Bellebat auf.

## Liste der Bauwerke
| Bezeichnung       | Beschreibung                  | Standort | Kennzeichnung | Schutzstatus | Datum | Bild           |
| ----------------- | ----------------------------- | -------- | ------------- | ------------ | ----- | -------------- |
| Kirche St-Jacques | Erbaut im 12. Jahrhundert (?) | (Lage)   | PA00083139    | Inscrit      | 1925  | weitere Bilder |

## Liste der Objekte
| Bezeichnung                                | Beschreibung                             | Standort                        | Kennzeichnung | Schutzstatus | Datum | Bild |
| ------------------------------------------ | ---------------------------------------- | ------------------------------- | ------------- | ------------ | ----- | ---- |
| Bas-Relief Kreuzigungsszene                | Stein, 13. Jahrhundert                   | in der Kirche St-Jacques (Lage) | PM33000081    | Classé       | 1971  |      |
| Skulptur Christopherus trägt das Jesuskind | Stein, 16. Jahrhundert                   | in der Kirche St-Jacques (Lage) | PM33001500    | Inscrit      | 1981  |      |
| Glocke                                     | Bronze, 1554 gegossen                    | in der Kirche St-Jacques (Lage) | PM33000080    | Classé       | 1908  |      |
| Skulptur des heiligen Ludwig               | Stein, erste Hälfte des 16. Jahrhunderts | in der Kirche St-Jacques (Lage) | PM33001501    | Inscrit      | 1981  |      |